# Ardipithecus kadabba
Ardipithecus kadabba je druh vyhynulého hominida z rodu Ardipithecus, žijící ve svrchním miocénu (před 5,2 – 5,77 miliony let) na území dnešní Etiopie ve východní Africe. Vedle rodů Sahelanthropus a Orrorin může být jedním z nejstarších zástupců lidské vývojové linie po oddělení od předků šimpanzů. Jeho postavení však zatím není zcela jisté, zejména kvůli malému množství nálezů.
Rodové jméno Ardipithecus je složeninou afarského slova Ardi („zem“, „podlaha“) a řeckého πίθηκος - pithekos („opice“). Druhový přívlastek kadabba znamená v lokálním jazyce etnika Afar „předek rodu“. Společně lze tedy označení druhu Ardipithecus kadabba volně přeložit jako „předek zemní opice“.

## Objevy

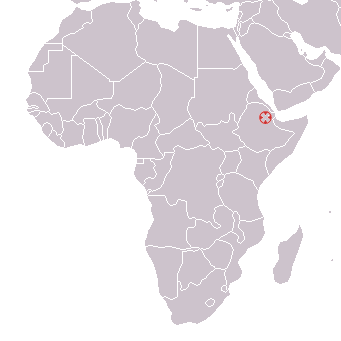
Místo nálezu na mapě Afriky

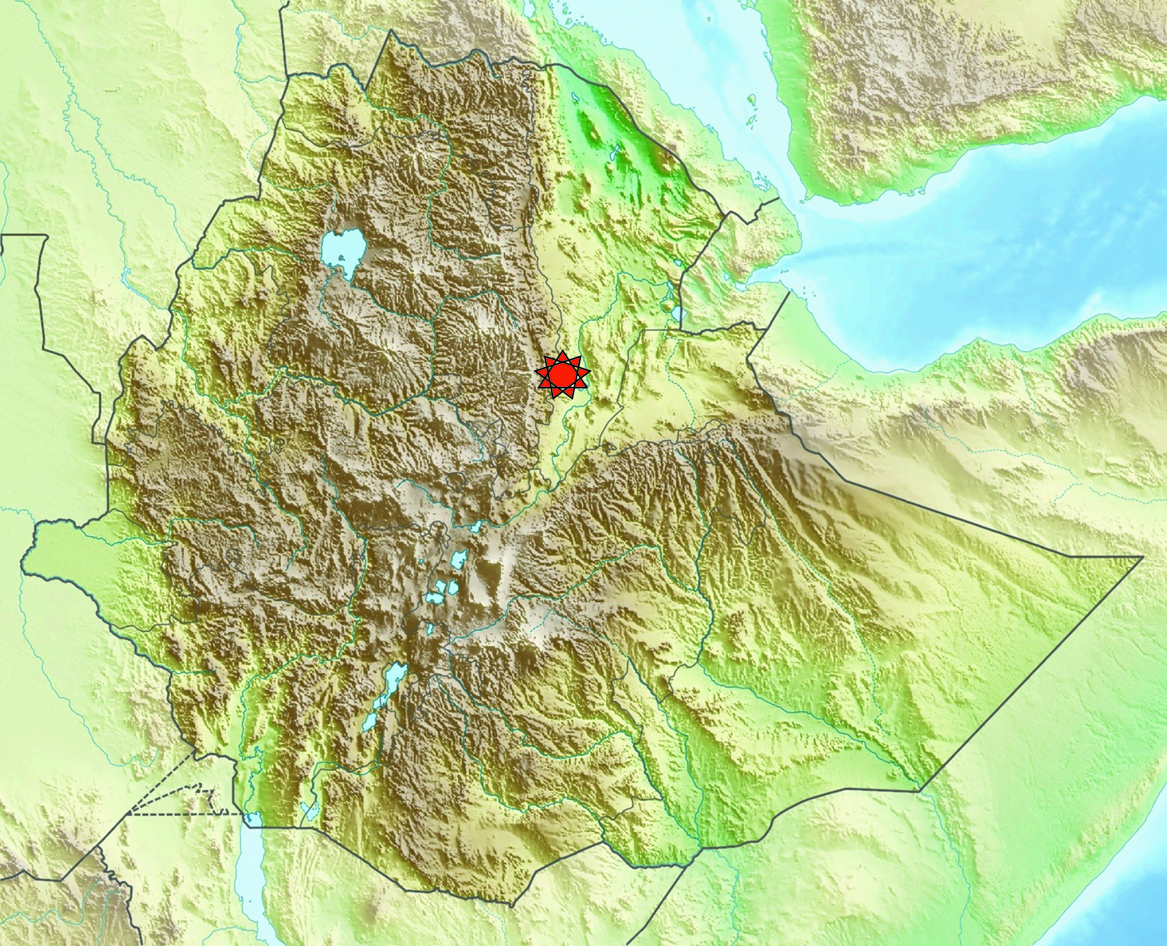
Oblast Middle Awash na mapě Etiopie

První ostatky (spodní čelist a několik zubů) druhu Ardipithecus kadabba objevil etiopský paleoantropolog Yohannes Haile-Selassie 16. prosince 1997 na lokalitě Alayla. Pod jeho vedením pak americko-etiopský tým v letech 1997 - 2001 zachytil v oblasti středního toku řeky Awaš dalších 10 zlomků kostí nejméně z pěti jedinců. Nálezy byly popsány v roce 2001 jako poddruh již známého druhu Ardipithecus ramidus (tj. jako Ardipithecus ramidus kadabba).
V listopadu roku 2002 bylo na lokalitě Asa Koma získáno dalších šest zubů. Ty poskytly spolu se staršími nálezy dostatek znaků, které je odlišily od zubů druhu Ardipithecus ramidus. Proto byl v roce 2004 místo původního poddruhu navržen samostatný druh Ardipithecus kadabba.
V roce 2014 bylo druhu Ardipithecus kadabba připisováno celkem 18 zlomků kostí, které zahrnují několik zubů, zlomky čelistí i horních a dolních končetin. Všechny byly nalezeny na pěti lokalitách v oblasti Middle Awash na severovýchodě dnešní Etiopie:
Ostatky bylo možné poměrně přesně časově zařadit pomocí radiometrického i paleomagnetického datování a tefrachronologie. Pocházejí z doby před 5,54 – 5,77 miliony let, pouze nálezy z lokality Amba East jsou mladší, staré jen 5,18 – 5,55 milionu let.
V roce 2015 byl publikován nález pěti dalších jednotlivých zubů z etiopské oblasti Gona z roku 2001. Čtyři zuby, nalezené na lokalitě Escarpment, lze datovat do doby před 5,4 miliony let. Pátý kus pochází z lokality Asbole Dora, dosahuje stáří asi 6,3 milionu let a jeho příslušnost k druhu Ardipithecus kadabba je nejistá.

## Popis
Nalezené ostatky jsou zatím málo početné a zlomkovité, proto lze o vzhledu a způsobu života druhu Ardipithecus kadabba říci jen málo. V mnoha znacích na kostře se podobá mladšímu druhu Ardipithecus ramidus, má ovšem primitivnější zuby. Celkovou velikostí se mohl zhruba vyrovnat moderním šimpanzům.

### Lebka
Z lebky byly zachyceny pouze zuby a jeden zlomek spodní čelisti. Není proto možné rekonstruovat vzhled tváře nebo velikost a utváření mozku.
Spodní čelist je poměrně malá a svými rozměry odpovídá menším druhům rodu Australopithecus. Zuby se podobají druhu Ardipithecus ramidus, kromě četných podobností s předchůdci moderního člověka však ještě nesou i některé primitivní znaky, které je spojují s miocenními hominidy. Zadní zuby (stoličky a třenové zuby) jsou větší než u současných šimpanzů, ale menší než u rodu Australopithecus. Naopak přední zuby (řezáky a špičáky) jsou oproti šimpanzům menší, užší, ale v porovnání s australopitéky a lidmi větší. Síla zubní skloviny je na objevených zubech srovnatelná s nálezy druhu Ardipithecus ramidus nebo mírně větší. Také stopy opotřebení se podobají mladším homininům a zejména druhu Ardipithecus ramidus.
- Řezáky jsou velikostně i morfologicky srovnatelné se zuby rodu Australopithecus i druhu Ardipithecus ramidus a výrazně užší než řezáky šimpanzů.[2]
- Špičáky jsou poměrně dlouhé a zašpičatělé, bližší lidoopům než australopitékům nebo lidem. Jsou menší než je běžné u moderních šimpanzů (pohybují se na spodní hranici rozptylu velikosti špičáků u samic šimpanze učenlivého),[5] ale oproti druhu Ardipithecus ramidus i mladším homininům ještě výrazně vyčnívají z linie ostatních zubů, podobně jako u vyhynulých i žijících lidoopů. Celkovým tvarem se však již podobají mladším homininům s „řezákovitými“ špičáky.[9][10]
- Třenové zuby (premoláry) se dvěma kořeny jsou rovněž bližší spíše lidoopům než homininům. Korunka má zřetelně asymetrický tvar a v případě spodních třenových zubů nese na přední vnější straně plošku po kontaktu s vystupujícím horním špičákem. To znamená, že Ardipithecus kadabba měl ještě alespoň částečně funkční ostřící komplex, který se vyskytuje u lidoopů, ale vymizel u lidí, australopitéků i druhu Ardipithecus ramidus.[11] Právě přítomnost ostřícího komplexu vedla k oddělení nálezů do samostatného druhu Ardipithecus kadabba.[4]
- Stoličky jsou poměrně malé, podobně jako u rodu Orrorin a nedosahují extrémních rozměrů jako u rodu Australopithecus.[4] Jejich povrch je méně zvrásněný než u současných šimpanzů.[2] Horní třetí stolička se na rozdíl od druhu Ardipithecus ramidus směrem vzad nezužuje a stejně jako u většiny miocenních hominoidů má dobře zřetelné hrbolky.[2]

### Horní končetina
Nálezy kostí horní končetiny jsou zlomkovité, takže nedávají téměř žádné informace o způsobu pohybu druhu Ardipithecus kadabba. Pažní i loketní kost nesou četné znaky, shodné s velkými africkými hominidy (šimpanz, gorila), ale i s některými nálezy australopitéků. Jamka fossa olecrani na pažní kosti, do které zapadá výběžek kosti loketní (olecranon) se hloubkou i tvarem liší od australopitéků a odpovídá spíše moderním lidoopům. Také samotná loketní kost má tělo prohnuté víc, než je u předchůdců člověka běžné.
Články prstů jsou zakřivené a poměrně dlouhé, takže zřejmě umožňovaly silný úchop a efektivní šplhání v korunách stromů.

### Dolní končetina
Jediným pozůstatkem dolní končetiny je proximální článek prstu nohy, nalezený na lokalitě Amba East. Je poměrně dlouhý a méně prohnutý než u šimpanzů, čímž připomíná články prstů rodu Australopithecus. Navíc i kloubní ploška pro spojení s nártem je orientovaná stejně jako u australopitéků. Podle tohoto znaku se předpokládá, že Ardipithecus kadabba se při chůzi odrážel od špičky nohy, na rozdíl od šimpanzů, kteří se odrážejí z vnější hrany chodidla. To znamená, že mohl používat určitou formu dvojnohé vzpřímené chůze.

## Způsob života
Podle nálezů dalších zvířat i rostlin na lokalitách v oblasti Middle Awash žil Ardipithecus kadabba v mozaikovité krajině, složené z vlhkých lesů a křovisek, mokřadů, lesnaté savany a vodních ploch jezer, řek i potoků. Zajímavé je, že mozaikovitá krajina, ačkoliv zřejmě s vyšším podílem otevřených travnatých ploch byla životním prostředím i dalších raných homininů - rodů Sahelanthropus a Orrorin.
Stavba zubů umožnila druhu Ardipithecus kadabba častěji konzumovat vláknitou stravou a tužší plody místo měkkého tropického ovoce nebo mladých listů. Podle silných prstů ardipiték patrně trávil ještě velkou část života v korunách stromů, ačkoliv článek prstu z nohy naznačuje, že mohl být schopný bipedie.
Otázka dvojnohé vzpřímené chůze je však zatím předmětem diskusí. Důvodem k nedůvěře je jednak datace nálezu, který je výrazně mladší než zbylé ostatky, takže s nimi nemusí souviset. Druhým úskalím je odvozování způsobu pohybu pouze z jediného článku prstu. Tento doklad není zcela jednoznačný, protože orientace kloubního spojení prstu s nártem nemusí souviset jen se způsobem pozemní chůze. Může být například i důsledkem adaptace pro specifický pohyb ve větvích stromů, jak ukazuje podobné utváření téhož kloubu u rodu Sivapithecus. Pozice kloubních plošek na velké části prstních článků australopitéků (kteří prokazatelně chodili po dvou) se navíc dostatečně výrazně neliší od utváření kloubů u moderních šimpanzů a goril.
Nepředpokládá se, že by Ardipithecus kadabba vytvářel nějakou specifickou kulturu a vyráběl nástroje jako mladší homininé. Nelze však vyloučit, že využíval neupravené valouny nebo větve a klacíky podobně jako dnešní gorily, orangutani i šimpanzi.